# 用途地域
用途地域（ようとちいき）とは、都市計画法の地域地区のひとつで、用途の混在を防ぐことを目的としている。住居、商業、工業など市街地の大枠としての土地利用を定めるもので、第一種低層住居専用地域など13種類がある。
都市計画法に基づいて、おおむね5年に一度、全国一斉に用途地域は見直される。中曽根康弘内閣当時のある試算によると、東京23区だけでも、規制緩和で新たに生み出された床面積の合計は渋谷区の総面積とほぼ等しくなるという。
なお、用途地域による用途の制限（用途制限）に関する規制は、主に建築基準法令の規定による。

## 用途地域の指定
都市計画法に基づき、用途地域が指定されると、それぞれの目的に応じて
1. 建物の種類（下記を参照）
2. 建ぺい率
3. 容積率
4. 高さ制限（第一種・第二種低層住居専用地域・田園住居地域）
5. 前面道路幅員別容積率制限（道路幅員に乗ずる数値）
6. 道路斜線制限
7. 隣地斜線制限
8. 日影規制

などを決定することができる。
この他、北側斜線制限が住居系の用途地域（第一種低層住居専用地域・第二種低層住居専用地域・第一種中高層住居専用地域・第二種中高層住居専用地域・田園住居地域）に適用される。
用途地域は、各地方自治体が販売する都市計画図で確認することができる。
用途地域内で、特別の用途に対して用途制限の規制、緩和を行うように定めた地域を「特別用途地区」という。 以前は11種類に限定されていたが、1998年（平成10年）の法改正により、地方公共団体が種類を自由に定められるようになった。
（例）文教地区（東京の東京大学、国立市など）、娯楽・レクリエーション地区（競馬場など）、特別工業地区（京都市の西陣。伝統産業を保護・育成するため）、国際文化交流促進・歴史的環境保全地区（京都御苑）　など
都市計画図中で、各用途は色で分けられているため、用途地域図のことを色塗りということもある。
（住居系は緑～黄～オレンジ、商業系はピンクや赤、工業系は紫や青色などで示されることが多い）

### 用途地域の指定のない区域
「用途地域の指定のない区域」は色が塗られないため、白地地域と呼ばれている。白地地域は、容積率が400%まで認められるなど商業地域並みの規制が適用されていたため開発が進行していた。2000年（平成12年）の建築基準法の改正により、容積率など形態の制限を地方自治体が定めることが可能になった。
- 用途地域の指定のない区域（市街化調整区域を除く）における建築物の用途制限
  - 劇場、映画館、演芸場、観覧場 - 客席の床面積の合計10000m²以下
  - 店舗、飲食店、展示場、遊技場、勝馬投票券発売所、場外車券売場 - 床面積の合計10000m²以下
  - その他 - ○
- 用途地域の指定のない区域における建ぺい率は30%、40%、50%、60%、70%のいずれかを指定
- 用途地域の指定のない区域における容積率は50%、80%、100%、200%、300%、400%のいずれかに指定

## 各用途の説明
第一種住居専用地域-田園住居地域を「住居系」、近隣商業地域-商業地域を「商業系」、準工業地域-工業専用地域を「工業系」ともいう。なお、2017年（平成29年）の都市計画法改正前は田園住居地域はなく、1992年（平成4年）の都市計画法改正前は8区分で、第一種住居専用地域（現第一種・第二種低層住居専用地域）、第二種住居専用地域（現第一種・第二種中高層住居専用地域）、住居地域（現第一種・第二種住居地域・準住居地域）、近隣商業地域、商業地域、準工業地域、工業地域、工業専用地域であった。 

### 第一種低層住居専用地域
第一種低層住居専用地域は低層住宅の良好な住環境を守るための地域。（床面積の合計が）50m²までの住居を兼ねた一定条件の店舗や、小規模な公共施設、小中学校、診療所などを建てることができる。
例として、2階建て程度の戸建て住宅・アパート主体の住宅地。通常コンビニも建てられない。日用品・日常生活のための小規模な店舗兼用住宅が点在する程度。

### 第二種低層住居専用地域
第二種低層住居専用地域は主に低層住宅の良好な住環境を守るための地域。150m²までの一定条件の店舗等が建てられる。
例として、第一種低層住居専用地域の例に加え、コンビニなどの小規模な店舗などがあるもの。

### 第一種中高層住居専用地域
第一種中高層住居専用地域は中高層住宅の良好な住環境を守るための地域。500m²までの一定条件の店舗等が建てられる。中規模な公共施設、病院・大学なども建てられる。
例として、3階建て以上のアパートやマンションがある住宅街など。小規模なスーパーマーケットやドラッグストアなどの店舗が目立つようになる。

### 第二種中高層住居専用地域
第二種中高層住居専用地域は主に中高層住宅の良好な住環境を守るための地域。1500m²までの一定条件の店舗や事務所等が建てられる。
例として、第一種中高層住居専用地域の例に加え、小規模のスーパー、その他やや広めの店舗・事務所などがあるもの。

### 第一種住居地域
第一種住居地域は住居の環境を保護するための地域。3000m²までの一定条件の店舗・事務所・ホテル等や、環境影響の小さいごく小規模な工場が建てられる。 
例として、中規模のスーパー、小規模のホテル、中小の運動施設、その他中規模の店舗・事務所などがあるもの。

### 第二種住居地域
第二種住居地域は主に住居の環境を保護するための地域。10000m²までの一定条件の店舗・事務所・ホテル・パチンコ屋・カラオケボックス等や、環境影響の小さいごく小規模な工場が建てられる。
具体例としては、郊外の駅前や幹線道路沿いなど。アパートやマンションがあり、大きめのスーパーや商業店舗・事務所などがあるもの。

### 準住居地域
準住居地域は道路の沿道等において、自動車関連施設などと、住居が調和した環境を保護するための地域。10000m²までの一定条件の店舗・事務所・ホテル・パチンコ屋・カラオケボックス等や、小規模の映画館、車庫・倉庫、環境影響の小さいごく小規模な工場も建てられる。
具体例としては、国道や幹線道路沿いなどで、宅配便業者や小規模な倉庫が点在するような地域である。道路沿いの住宅街に倉庫を建てさせたいという目的で設置された用途地域とも言える。車庫について規制解除された他は第二種住居地域に準じている。

### 田園住居地域
田園住居地域は農地や農業関連施設などと調和した低層住宅の良好な住環境を守るための地域。ビニールハウスなどの農産物の生産施設や農産物・農業の生産資材の倉庫等のほか、500m²までの一定の地域で生産された農産物を販売する店舗等も建てられる。
具体例としては、農産物直売所・農家レストランを中心とした地域である。地産地消を推進したいという目的で設置された用途地域とも言える。農産物直売所・農家レストランについて規制解除された他は第二種低層住居専用地域に準じている。

### 近隣商業地域
近隣商業地域は近隣の住民が日用品の買物をする店舗等の、業務の利便の増進を図る地域。ほとんどの商業施設・事務所のほか、住宅・店舗・ホテル・パチンコ屋・カラオケボックス等のほか、映画館、車庫・倉庫、小規模の工場も建てられる。延べ床面積規制が無いため、場合によっては中規模以上の建築物が建つ。
具体例としては、駅前商店街である。小さな商店がたくさんある状態から、中規模以上の商業施設まで有り得る。

### 商業地域
商業地域は主に商業等の業務の利便の増進を図る地域。ほとんどの商業施設・事務所、住宅・店舗・ホテル・パチンコ屋・カラオケボックス等、映画館、車庫・倉庫、小規模の工場のほか、広義の風俗営業および性風俗関連特殊営業関係の施設も建てられる。延べ床面積規制が無く、容積率限度も相当高いため、高層ビル群も建てられる。
具体例としては、都心部の繁華街（東京の歌舞伎町、名古屋の栄、大阪のキタやミナミなど）やオフィスビル街（東京大手町、名古屋駅前、大阪駅前など）など。都心回帰により、近年は商業地域に高層マンションなども建設されている。工場関係以外はほぼ何でも建設可能な地域である。住宅を商業地域で取得した場合、いきなり隣にラブホテルができてしまうという例もある。

### 準工業地域
準工業地域は主に軽工業の工場等、環境悪化の恐れのない工場の利便を図る地域。住宅や商店も建てることができる。ただし、危険性・環境悪化のおそれが大きい花火工場や石油コンビナートなどは建設できない。

### 工業地域
工業地域は主に工業の業務の利便の増進を図る地域。どんな工場でも建てられる。住宅・店舗は建てられる。学校・病院・ホテル等は建てられない。 
例えば、大規模な工場の隣に社員寮やスーパーがあるような状態など。

### 工業専用地域
工業専用地域は工業の業務の利便の増進を図る地域。どんな工場でも建てられる。住宅・物品販売店舗・飲食店・学校・病院・ホテル等は建てられない。福祉施設（老人ホームなど）も不可。住宅が建設できない唯一の用途地域でもある。簡単に言えば、京浜工業地帯などに代表される湾岸地域などである。石油コンビナートや製鉄所などの環境悪化の可能性が大きい設備が設立されている地域である。また、花火工場などの危険性が極めて大きい工場もこの地域に建設される。

## 参照表
|              |                          | 住居地域       | 住居地域       | 住居地域 | 住居地域 | 住居地域 | 住居地域 | 住居地域 | 住居地域     | 商業地域 | 商業地域 | 工業地域 | 工業地域 | 工業地域     |
| 低層住居専用 | 低層住居専用             | 中高層住居専用 | 中高層住居専用 | 住居     | 住居     | 住居     | 田園住居 | 近隣商業 | 商業         | 準工業   | 工業     | 工業専用 |          |              |
| 第一種       | 第二種                   | 第一種         | 第二種         | 第一種   | 第二種   | 準住居   | 田園住居 | 近隣商業 | 商業         | 準工業   | 工業     | 工業専用 |          |              |
| ------------ | ------------------------ | -------------- | -------------- | -------- | -------- | -------- | -------- | -------- | ------------ | -------- | -------- | -------- | -------- | ------------ |
| 住宅         | 住宅                     | Yes            | Yes            | Yes      | Yes      | Yes      | Yes      | Yes      | Yes          | Yes      | Yes      | Yes      | Yes      | No           |
| 公共施設     | 公共施設                 | [ 2 ] [ 3 ]    | [ 2 ] [ 3 ]    | [ 3 ]    | [ 3 ]    | Yes      | Yes      | Yes      | [ 2 ] [ 3 ]  | Yes      | Yes      | Yes      | [ 2 ]    | [ 2 ] [ 4 ]  |
| 店舗         | 物品販売店舗など         | No             | Yes            | Yes      | Yes      | Yes      | Yes      | Yes      | Yes          | Yes      | Yes      | Yes      | No       | No           |
| 店舗         | 飲食店など               | No             | No             | Yes      | Yes      | Yes      | Yes      | Yes      | 農業関連のみ | Yes      | Yes      | Yes      | No       | No           |
| 店舗         | その他                   | No             | No             | No       | Yes      | Yes      | Yes      | Yes      | No           | Yes      | Yes      | Yes      | Yes      | Yes          |
| 娯楽         | ボウリング場など         | No             | No             | No       | No       | Yes      | Yes      | Yes      | No           | Yes      | Yes      | [ 5 ]    | Yes      | No           |
| 娯楽         | カラオケ、パチンコ屋など | No             | No             | No       | No       | No       | Yes      | Yes      | No           | Yes      | Yes      | [ 5 ]    | Yes      | カラオケのみ |
| 娯楽         | 映画館・ナイトクラブなど | No             | No             | No       | No       | No       | No       | Yes      | No           | Yes      | Yes      | [ 5 ]    | Yes      | No           |
| 娯楽         | キャバレーなど           | No             | No             | No       | No       | No       | No       | No       | No           | No       | Yes      | [ 5 ]    | No       | No           |
| ホテル、旅館 | ホテル、旅館             | No             | No             | No       | No       | Yes      | Yes      | Yes      | No           | Yes      | Yes      | Yes      | No       | No           |
| 事務所       | 事務所                   | No             | No             | No       | Yes      | Yes      | Yes      | Yes      | No           | Yes      | Yes      | Yes      | Yes      | Yes          |
| 工業         | パン屋、自転車店など     | No             | Yes            | Yes      | Yes      | Yes      | Yes      | Yes      | Yes          | Yes      | Yes      | Yes      | Yes      | Yes          |
| 工業         | 独立車庫                 | No             | No             | Yes      | Yes      | Yes      | Yes      | Yes      | No           | Yes      | Yes      | Yes      | Yes      | Yes          |
| 工業         | 自家用倉庫               | No             | No             | No       | Yes      | Yes      | Yes      | Yes      | 農業関連のみ | Yes      | Yes      | Yes      | Yes      | Yes          |
| 工業         | 倉庫業倉庫               | No             | No             | No       | No       | No       | No       | Yes      | No           | Yes      | Yes      | Yes      | Yes      | Yes          |
| 工業         | 工場（環境影響）         | No             | No             | No       | No       | [ 6 ]    | [ 6 ]    | [ 6 ]    | 農業関連のみ | [ 7 ]    | [ 7 ]    | [ 8 ]    | Yes      | Yes          |
| 工業         | 危険物の貯蔵・処理（量） | No             | No             | No       | [ 6 ]    | [ 6 ]    | [ 6 ]    | [ 6 ]    | No           | [ 7 ]    | [ 7 ]    | [ 8 ]    | Yes      | Yes          |

## 立体用途地域制
平面的なゾーニングによる用途規制だけではなく、3次元的にも用途規制を適用するもので、立体都市という施設都市計画制度に定められた、立体的に空間を限定して都市計画決定する都市施設が定められている。これにより道路、自動車高速道路等の道路施設、電気や水道、ガス等といった供給処理施設、運河等の水路、電気通信事業用施設、防火・防水施設に限り、立体道路として道路の上下区間の有効活用が認められている。立体道路とはこれまで立体的に建設された道路構造物を指したが、1989年に道路法、都市計画法、都市再開発法、建築基準法の4法を改正して登場した道路と建築物等の一体的整備を可能とした新たな整備手法として、立体道路制度で立体道路を発足させた。これはもとの道路交通法にはなかった道路の上下空間を利用するため、区域を立体的に限定し道路施設としての各種規定を除外、都市計画法および都市再開発法でも道路整備と合わせた良好な市街地整備のため、法定再開発（地区計画、再開発促進区、市街地再開発事業）での権利変換等の措置とした。建築基準法で道路と一体的に整備でき建築物の道路内建築制度の合理化を図ることとした。
このほか、地方の中心市街地において、低層部分は業務や商業施設とするものの、中上層部には住宅施設の導入を可能とすることで、適切な用途複合を実現し、定住化促進を図り、定住化による町の活性化を誘導するといった手段が可能となる。

## 課題および他の法規制
用途制限は、建築物が二つ以上の用途地域にまたがる場合は、敷地の過半が属する用途地域の制限を受ける。
用途地域は、用途の混在を防ぐことを目的としているが、現在の用途地域の区分ではこの目的が達せられていない。
例えば、第二種住居地域では店舗、事務所、ホテル（ラブホテルを除く）のほか、マージャン屋、パチンコ屋、射的場等、勝馬投票券発売所(馬券売場)、場外車券売場等やカラオケボックスなどが建てられるため、良好な住宅環境が提供されていない場合もある。このため、こういった地域では一部の用途を条例で禁止していることがある。なお、風俗店（性風俗関連特殊営業）は用途地域上は商業地域でしか営業できない。
建築基準法および都市計画法による用途制限がなくても、風俗営業適正化法や各自治体のその他の条例により用途に関する規制が掛かることがある。
また、店舗（売場）面積が1000m²を超える店舗は、大規模小売店舗立地法の規制を別途受ける。